# Tsabit
Tsabit (în arabă تسابيت) este o comună din provincia Adrar, Algeria.
Populația comunei este de 14.895 de locuitori (2008).